# Xã Guilford, Quận Jo Daviess, Illinois
Xã Guilford (tiếng Anh: Guilford Township) là một xã thuộc quận Jo Daviess, tiểu bang Illinois, Hoa Kỳ. Năm 2010, dân số của xã này là 1.206 người.